# Oona Kauste
Oona Kauste, née le 4 janvier 1988 à Espoo, est un curleuse finlandaise.

## Carrière
Oona Kauste remporte la médaille de bronze des Championnats d'Europe de curling en 2015 et la médaille de bronze des Championnats d'Europe de curling mixte en 2012.